# Johan Peter Kirstenius
Johan Peter Kirstenius, född 21 september 1617, död 6 maj 1682 var en svensk ingenjör. 1653 blev han hovingenjör med uppgift att undervisa hovets pager i fortifikationsvetenskapen. Kirstenius var ansvarig för bygget av en lång rad skansar i och omkring Stockholm. Han var son till den tysk-svenske läkaren och filologen Petrus Kirstenius.
I samband med kriget mot Danmark 1643–1645, det så kallade Torstensons kriget, beslöts att säkra de östra och södra landpassagerna till och från Södermalm, vedh Gruindhen och Danvijken medh skantz och soldate besettning. Kirstenius fick 1657 i uppdrag att uppföra Danviks skans (vid Danvikstull) och vid "Grinden" mellan Hammarby sjö och Mälaren (nuvarande Årstaviken) byggdes Söder skans. Vid ett tillfälle satt han i arrest i tre månader därför att han i sin iver att få försvarsverken färdiga hade använt medel, som var avsedda för kavalleriets behov.
År 1656 började han anlägga Dalarö skans på uppdrag av Karl X Gustav. Han hade även varit ingenjör vid förstärkningsarbetena för Vaxholms fästning. Åren 1674 till 1678 fick han ledningen av befästningsarbetena i Södermanlands skärgård (se Hörningsholms skansar och skansarna vid Baggensstäket). 
Enligt krigskollegiet "kånglade han med sin tjänst" och redan i 60-årsåldern, i slutet av år 1677, skulle Kirstenius få avsked med pension "för hög ålder och andra svagheter". Då ingen annan för tillfället fanns, som kunde ersätta honom, fick han kvarstanna i tjänsten till sin död. Han erhöll samtidigt en årlig pension på 300 daler, vilket var en mycket ovanlig föremån. Kirstenius fick sin sista vila i Riddarholmskyrkan.

## Några av Kirstenius försvarsverk

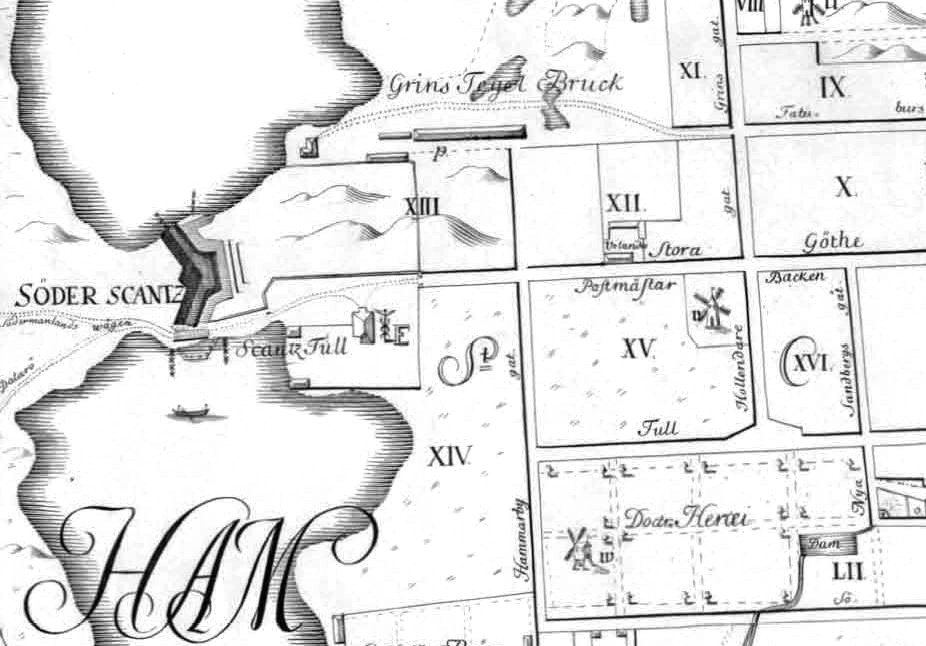
Söder skans
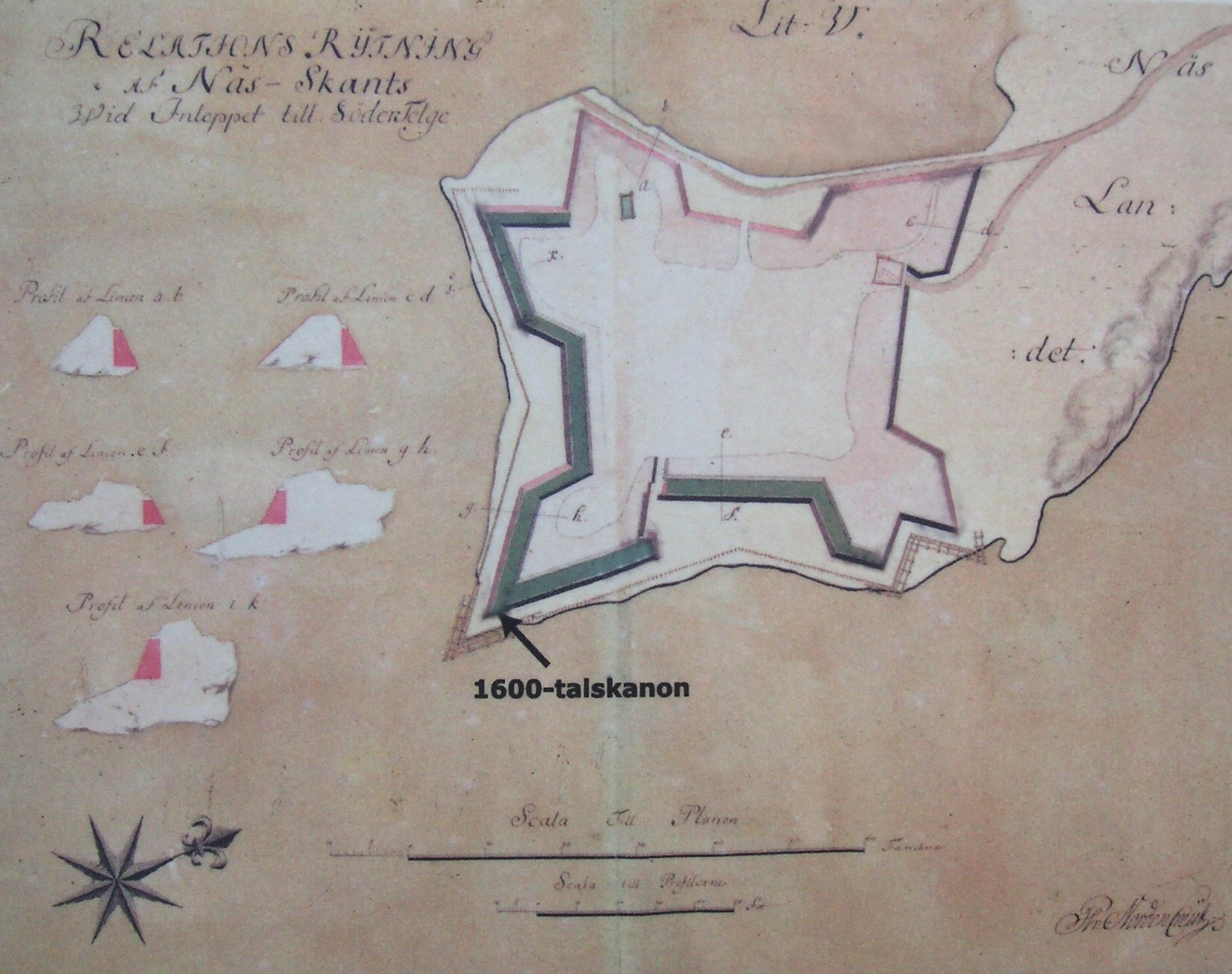
Nässkansen
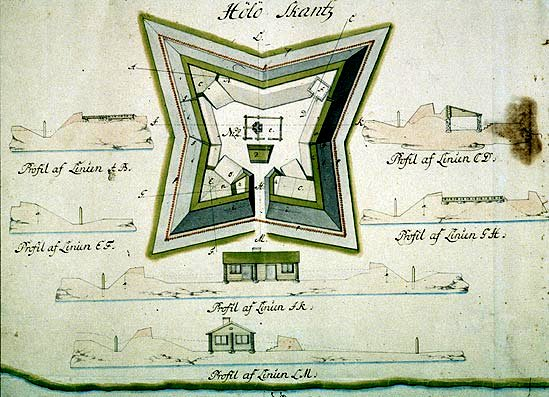
Hölö skans
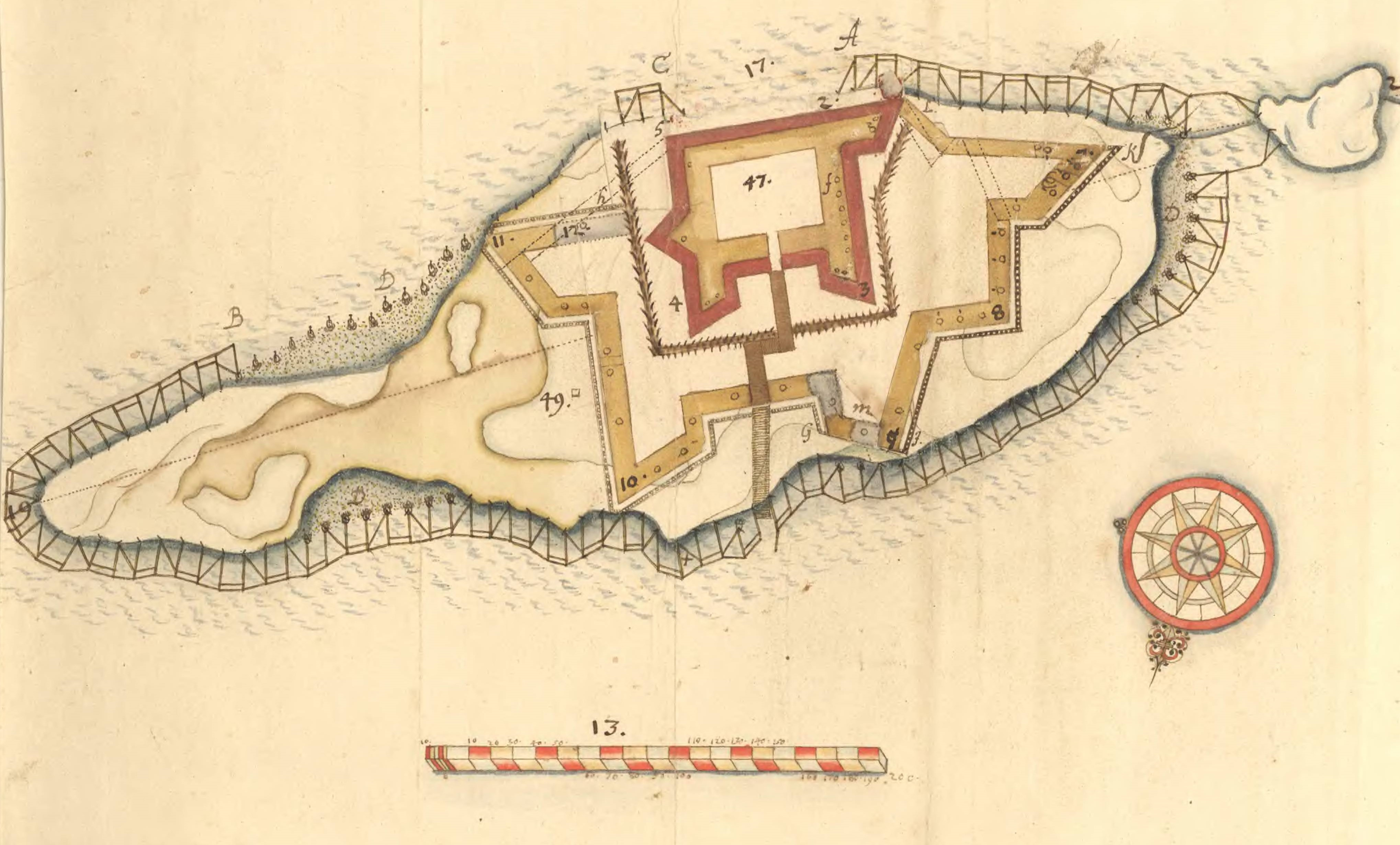
Dalarö skans
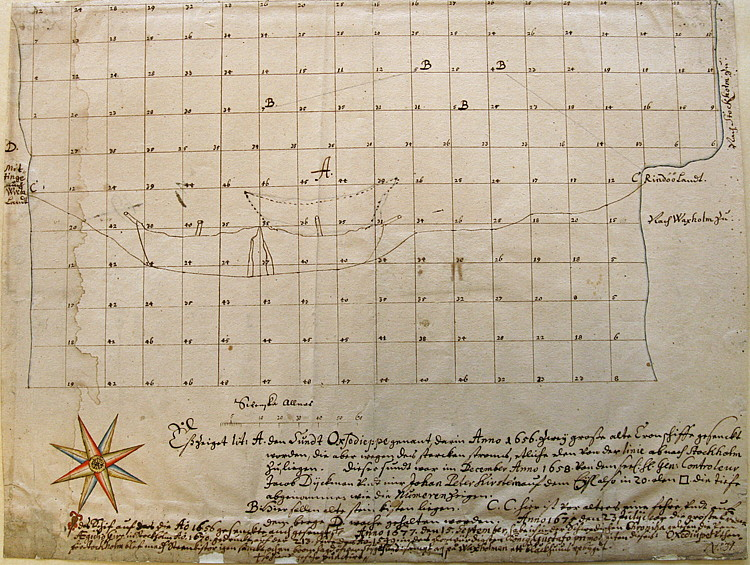
Sänkningar i Oxdjupet